# Schwabbruck
Schwabbruck är en kommun och ort i Landkreis Weilheim-Schongau i Regierungsbezirk Oberbayern i förbundslandet Bayern i Tyskland.
Kommunen ingår i kommunalförbundet Altenstadt (Oberbayern) tillsammans med kommunerna Altenstadt, Hohenfurch, Ingenried och Schwabsoien.